# Belisana fiji
Espèce
Belisana fiji est une espèce d'araignées aranéomorphes de la famille des Pholcidae.

## Distribution
Cette espèce est endémique des Fidji. Elle se rencontre dans les îles Viti Levu et Ovalau.

## Description
Le mâle holotype mesure 1,65 mm.

## Étymologie
Son nom d'espèce lui a été donné en référence au lieu de sa découverte, les Fidji.

## Publication originale
- Huber, 2005 : High species diversity, male-female coevolution, and metaphyly in southeast Asian pholcid spiders: the case of Belisana Thorell 1898 (Araneae, Pholcidae). Zoologica, vol. 155, p. 1-126 (texte intégral).